# Стефан Николаев
Стефан Николаев Николаев е български художник, роден през 1970 г. в София, България.

## Образование и ранни творби
Между 1989 и 1994 г. учи в Академията за изящни изкуства в Париж. През 1993 г. прави едногодишен учебен обмен в „Winchester School of Art“ към университета в Уинчестър, където реализира самостоятелна изложба Running with the King (1994). Идеята за галерията „Glassbox“, която той създава в Париж, също се заражда там. Работи с приятели за въпросното стъклено пространство във френската столица, чийто извор „е изложбата Life/Live на „Young British Artists“ (YBA), представена в Музея за модерно изкуство в Париж“.

## Професионално развитие

### Извор на вдъхновение и творби
„Балкантон“ (от едноименната българска държавна звукозаписна компания, разпространявала български версии на световни поп хитове) е наименованието на първата самостоятелна изложба на автора в България, състояла се в АТА център (Институт за съвременно изкуство) през 2004 г. Тя не представя трагични събития от миналото на родното му място, а конкретната реалност на това място. По този начин „създава едно объркване между днес и едно време, между оригинала и копието“.
Виодеоинсталацията Скрийнсейвърът. Харддискът. Дискът (2003) е „ироничен коментар на миналото“. Инсталацията от екрани показва как един брадат човек ходи по стените и тавана на някаква стая, която напомня ту хотелско фоайе, ту ведомствен коридор, но в никакъв случай място за живеене.
В неговите скулптури и видео често срещани са оспорвани теми и предмети като например многократната употреба на цигари, дим и т.н. (PallMall – 1999, Extra Light – 2003, Sickkiss – 2006). През 2007 г. участва с творбата си What goes up must come down (огромна бронзова запалка) в 52-рото Венецианско биенале.

### Галерии
От завършването си живее и работи в Париж (галерия „Michel Rein“) и в София (Arc Projets). Принадлежи едновременно на френската и на българската художествена сцена и играе важна роля в създаването на двупосочен обмен, който все повече характеризира процесите в българското съвременно изкуство. Художникът определя сам себе си като „DJ, за когото различните стилове в изкуството са повод да ги види отстрани и да ги представи на публиката по нов начин“.
Член е на Института за съвременно изкуство в София заедно с колегите си Яра Бубнова (директор, куратор), Лъчезар Бояджиев (художник), Мариела Гемишева (моден дизайнер), Правдолюб Иванов (художник), Александър Кьосев (културолог), Кирил Прашков (художник), Калин Серапионов (художник), Недко Солаков (художник), Мария Василева (куратор), Красимир Терзиев (художник), Иван Мудов (художник).

### Критиците за него
Многобройните премествания и интегрирането на нови места обясняват донякъде присъствието на „носталгията, понякога дори иронична, като елемент в творчеството на младия художник“. Въпросната носталгия обаче по никакъв начин не е поглед назад, а по-скоро е развита чувствителност по отношение на времето и пространството.

## Награди
През 2002 г. на 4-то биенале в Цетине, Черна гора е удостоен с Наградата за изкуство на ЮНЕСКО за проекта му „В ремонт“ (Under Reconstruction). За реализацията му той поставя 100 разноцветни строителни каски с надпис „Under Reconstruction“ на пода на галерия „Michel Rein“ в Париж. Събраните от продажбата им средства са използвани за финансирането на проекта, показан и награден в рамките на биеналето.
От началото на 2010 г. има зад гърба си самостоятелни изложби в Париж, Ню Йорк, Брюксел, Мюнхен, Хонконг.